# Plants vs. Zombies: Garden Warfare
Plants vs. Zombies: Garden Warfare es un videojuego cooperativo y videojuego de disparos en  tercera persona perteneciente a la franquicia de Plants vs. Zombies desarrollado por PopCap Games y distribuido por Electronic Arts. 
A diferencia de la anterior entrega dentro de esta serie como lo era su aclamado predecesor, Plants vs. Zombies, éste es un spin-off y está ambientado en una acción en tercera persona.
Tuvo su lanzamiento en las plataformas de Xbox 360 y Xbox One en el 25 de febrero de 2014 en América del Norte, así también el 26 de junio de 2014 para Microsoft Windows aunque, por otra parte, el 21 de febrero en Europa. Para las versiones de PlayStation 3 y PlayStation 4, se lanzó el 21 de agosto del mismo año.

## Jugabilidad
El jugador debe tomar control sobre sus personajes, ya sean del bando de las plantas o de los zombis, desde una perspectiva en tercera persona, donde luchará en una batalla caótica, ya sea como una oleada zombi o incluso hasta un enfrentamiento de jefe. Cada personaje dentro del juego tiene una forma única de ataque (ya sea normal, de fuego, hielo, tóxico, de carga eléctrica, etc.) que puede funcionar para determinadas distancias según cada personaje, además cada clase tiene 3 habilidades únicas tanto defensivas y ofensivas con diversos usos y ventajas para sacar provecho y utilidad a cada uno. El juego dispone de varios modos multijugador para jugar, desde pequeños enfrentamientos entre plantas y zombis (como Derrota por equipos y Derrota confirmada) hasta grandes batallas campales en las que las plantas deben defender su territorio de la amenaza zombi (Jardines y cementerios), entre otros modos para jugar como Bomba Gnomo, Suburbination y Bandidos de Tacos. Además, incluye un modo cooperativo de hasta cuatro jugadores llamado Operaciones de Jardín, exclusivo para plantas, donde deben proteger el jardín de 10 oleadas de zombis, siendo la 5 y 10 oleadas de jefes, junto a algunas oleadas especiales con objetivos extra para ganar más puntos.
Por otra parte, ofrece la disponibilidad de interactuar entre dos jugadores en una misma pantalla dividida mediante el modo cooperativo, también exclusivos para plantas. Es idéntico al modo Operaciones de jardín, solo que con oleadas y asaltos zombis sin fin.
Del mismo modo, incluye dentro de su repertorio cada una de las distintas plantas mostradas anteriormente en su predecesora entrega, Plants vs. Zombies, así como algunas de su sucesora y segunda parte, Plants vs Zombies 2: It's About Time. Para los zombis, que también están participando en este juego tienen una gran variedad de diferentes estilos.

## Argumento
Después de varios años luchando, los zombis aún quieren los sesos y las plantas defenderlos, pero eso no ha terminado. Esta lucha tiene su desarrollo después de Plants vs Zombies 2: It's About Time, los pocos supervivientes zombis buscan más refuerzos y las plantas fugarse hacia la tercera línea de apoyo para lo mismo. Los zombis son cada vez más poderosos y las plantas multiplicándose por todos lados. Ellos tienen un modo de solucionar la lucha haciendo una batalla en el patio, aunque los zombis tienen otro plan. Entre las plantas y los zombis tendrán que verse en el patio y luchar de una manera casi total, a tiros o golpes.

## Sistema de nivel
A diferencia de otros juegos, donde los jugadores llenan una barra de experiencia para subir de nivel, en este juego el sistema de nivel es por medio de desafíos que el juego dispone, cada categoría de personajes tiene desafíos que el jugador deberá cumplir para poder subir de nivel. Cuando el usuario haya completado los desafíos de ese nivel, pasará al siguiente, y si dicha categoría alcanza el nivel 10, el jugador será premiado con un personaje de dicha categoría. Cabe aclarar que no hay otra manera de conseguir a esos personajes en específico. Luego el premio por superar cada nivel serán 10000 monedas, al subir un nivel también aumentará el Rango del jugador, siendo el Rango máximo el 313.

## Plantas
Son 4 tipos de plantas únicas en su clase y pueden variar en ataque, habilidades, defensa, velocidad, salud y función, estos son:

### Lanzaguisantes
Planta de tipo asalto rápido (por lo tanto, rivaliza con el Zombi "Soldado"), de velocidad media, sus ataques son efectivos, y causan daño de área en gran parte de los casos. Sus habilidades son:
- Bomba de frijol: Frijol explosivo que se activa pocos segundos después de ser lanzado, causa un gran daño (175) y la muerte instantánea a quienes estén muy cerca, es perfecta tanto para atacar o defender. Los zombis normales lo confundirán con un cerebro e irán tras él, siendo idóneo como cebo.
- Bomba de frijol con sombrero: Es una variante del frijol, esta lleva un sombrero mexicano, en donde el ataque es mucho más dañino (250) y el alcance se expande un poco más pero aumenta unos segundos más para su detonación. Al igual que el otro frijol, este también puede atraer a los zombis normales.
- Guisantralladora: Especie de transformación en donde la planta echa raíces, pudiendo girar solo sobre su eje, convirtiéndose en una guisantralladora, con una munición de 100 guisantes y gran alcance, pero con la desventaja de ser un blanco fácil por no poder moverse y un retroceso descontrolado. Usarla en largo alcance dificulta la puntería hacia enemigos pequeños, sin embargo, es perfecta para dañar al jugador que esté en modo jefe. Hace de 8 a 12 puntos de daño.
- Ametralladora retro: Variante de la habilidad en donde se cambia el estilo por una vieja ametralladora, el ataque es el doble de dañino pero la munición se reduce de 100 guisantes a 50 guisantes y el disparo tiene un ligero retroceso. Es mejor usarla a distancias más cortas, ya que el daño duplicado solo servirá si el enemigo se encuentra a una distancia media o cercana al jugador.
- Modo Hiper: Estado donde dota al guisante de más velocidad y poder dar grandes saltos con la probabilidad de llegar a lugares inaccesibles por pocos segundos. Es perfecto para escapar de múltiples enemigos rápidamente sin que sospechen y para convertirse en un objetivo difícil de atacar para el rival.
- Súper salto guisante: Variante de la habilidad Hiper donde dota al jugador el poder de dar saltos mucho más grandes que la otra variante, pero sin mejorar la velocidad al caminar, si no se usa para saltar, esta habilidad sería completamente inútil.

### Variantes del Lanzaguisantes
- Lanzaguisantes: Variante estándar, con una munición de 10 guisantes (12 con mejora), su Cañón de guisantes causa un daño máximo de 37 puntos y 10 por daño de zona. Es muy versátil y fácil de usar ya que su munición es grande, lo que hace fácil acertar los tiros, es el personaje más común del juego, al ser el más elegido en las partidas.
- Guisante de fuego: Variante armado con un cañón de fuego, tiene una munición de 12 guisantes que causan un daño de entre 25 a 28 puntos y otros 15 puntos de daño adicional por quemaduras (5 puntos de daño 3 veces).
- Guisante de hielo: Variante armado con un cañón guisantes de hielo, con una munición de 15 guisantes, después de múltiples disparos a un solo objetivo puede llegar a congelarlo e inmovilizarlo inhabilitando sus habilidades por corto tiempo volviéndolo un blanco fácil tanto para el jugador y sus aliados.
- Guisante tóxico: Variante armado con un cañón de guisantes tóxicos con 12 guisantes, causa entre 10 y 26 puntos de daño y 32 puntos si el disparo fue directo, los enemigos que se acerquen al Guisante tóxico se infectaran recibiendo un daño de 2 puntos, sus guisantes también pueden intoxicar a varios zombis al impactar con daño de zona.
- Guisante comando: Variante armado con su Guisantralladora automática, con una munición de 25 guisantes y 35 con mejora, los guisantes causan 10 puntos de daño aunque no tienen un gran tamaño y tampoco daño de área, pero lo compensa con su rápida velocidad de disparo, ideal para un estilo de juego más agresivo.
- Agente guisante: Su cañón semiautomático es sigiloso, los guisantes no tienen un gran tamaño por lo que no provocan daño por zona, pero gracias a su precisión y ausencia en cadencia de tiro puede causar fácilmente daños críticos, su munición es de 12 (15 con mejora), hace entre 12 y 22 puntos de daño. Tras una actualización de cambios de balance, el personaje recibió un nerf que redujo su vida de 125 a 100 puntos, quedándose así hasta el día de hoy.
- Guisante Sheriff: Personaje agregado en el segundo DLC del juego, ambientado en el viejo oeste y armado con un revólver con 6 tiros, causa un daño de 22 o 30, es de corto o medio alcance y su velocidad de disparo depende de que tan rápido se acciona el gatillo (similar al Agente Guisante). Es recomendado para multijugador, por el daño rápido que puede ocasionar con pocos aciertos. Al igual que Agente Guisante y Guisante comando, el Guisante Sheriff es un personaje que tampoco hace daño en área.
- Lanzabayas: Variante adornado con frutas tropicales que vino en una promoción de Aquafina y Flavorsplash junto al Cactus cítrico. Su Destello de bayas tiene una munición de 8 disparos pesados que causan hasta un daño de 35 por impacto directo y entre 15-20 por daño por zona, es versátil a cualquier distancia pero su velocidad de disparo es algo lenta y su estilo de juego es similar al del Lanzaguisantes normal.
- Guisante de plasma: Este Lanzaguisantes dispara manualmente y solo causa 20 puntos de daño por disparo con su arma, el "desestabilizador plasmático" y de una rápida cadencia de tiro. Tiene un daño de salpicadura de un área muy pequeña de diez puntos. Sin embargo, puede cargar un disparo si el jugador mantiene pulsado el botón de disparo para aumentar la potencia de su ataque, el cual en su máximo poder puede llegar a hacer entre 60 a 70 de daño dependiendo de dónde se ha atinado el disparo. Este guisante al igual que los otros que vinieron en los DLC que son completamente gratis para todos los usuarios de todas las consolas y por consecuencia es uno de los favoritos.

### Planta Carnívora
Planta tipo de cuerpo a cuerpo (por lo tanto rivaliza con el zombi "All-Star"), es el "peso pesado" del equipo de las plantas, su ataque es a base de mordiscos (debe ser preciso) aunque puede simplemente tragarse al enemigo si lo atrapa por detrás, sus habilidades consisten puramente en el ataque cuerpo a cuerpo, estos son:
- Pringue: Una bola morada de baba capaz de ralentizar a los enemigos y anular sus habilidades, le quita 5 de salud cada segundo (en total de 15 a 20), para ponerlos en una posición desventajosa. Si el enemigo está fuera de tu rango puedes dispararle el pringue para que tus aliados lo derroten por ti y así conseguir una asistencia de pringue. Es más una habilidad de apoyo que ofensiva, pero recarga muy rápido (7 segundos) y es sumamente útil.
- Pringue Superpegajoso: Mucho más viscoso que el Pringue normal, al atinarlo sobre los enemigos, les impide casi cualquier movimiento y solo puedan girar sobre su eje, por 4 o 5 segundos, al igual que cancelar las habilidades al igual que el Pringue convencional. No obstante, esta variante solo quita 10 puntos de salud y tarda más en recargar que el pringue normal (13 segundos, poco menos del doble que el Pringue normal), pero es más apropiada para el combate cuerpo a cuerpo o conseguir una Asistencia a corta o media distancia. Es una sustancia de color verde con apariencia viscosa.
- Pringue de Queso: Viene en el sobre de promoción de Chester, es el pringue que más daña en el pudiendo hacer hasta 40 puntos (10 por segundo) pero tarda más en recargar, similar al Pringue superpegajoso. Dado su alto ataque, similar al de un Lanzaguisantes, es efectivo a casi cualquier distancia a diferencia de los otros Pingues, pero el jugador debe tener mucha precisión a la hora de apuntar y lanzarlo al enemigo.
- Cavar: El arma definitiva de la planta carnívora, con ella puedes hacer túneles y emboscar a los zombis saliendo de la tierra por debajo de sus pies. Ideal para emboscar al enemigo, o como ataque sorpresa sin que el enemigo tenga la más mínima sospecha. Sin embargo las granadas y minas sónicas del Ingeniero pueden aturdir a la planta carnívora y sacarla de la tierra por lo cual hay que ser muy cuidadoso para no ser descubierto por el enemigo y sus aliados. Además cuando se mueve genera montículos de tierra, que pueden delatar la posición de la Carnívora y así ser eliminada si es impactada segundos antes de ingresar al suelo. Pese a ser una habilidad que es ideal para emboscadas, dar inmunidad al daño mientras está bajo tierra y hacer Instant Kill si se ejecuta correctamente, hay muchas habilidades en el bando Zombi para eludirla, como el Salto de Cohete del Soldado, el Placaje en Carrera del All Star, la distorsión del Científico y el Martillo Neumático del Ingeniero.
- Cavar en carrera: Es casi lo mismo que cavar normal solo que eres más rápido al moverse por el campo pero con una menor durabilidad. No es buena para esconderse pero, si eres hábil, podrás atrapar al enemigo con mayor facilidad, para ello, tendrás que ser rápido, pues, no dispondrás de mucho tiempo, por lo que es más recomendable usar el Cavar normal y no el Cavar en carrera.
- Pinchohierba: Es una trampa terrestre ideal para emboscar a los zombis, al momento que el enemigo pise la Pinchohierba, esta lo alza con sus lianas y lo irá dañando por un tiempo, quedando vulnerable y sin poder atacar o defenderse por unos segundos, aparte que perderá 25 de salud por segundo (50 en total) y pudiendo poner hasta 3 Pinchohierbas a la vez. La apariencia de color verde que tiene es fantástico para ocultarla en el pasto o hierba y puedes tener hasta 3 Pinchohierbas en el inventario y 4 en el campo. Si un zombi normal con protección (puertas, ataúdes, baños portátiles, etc.) pisan una Pinchohierba, dicha protección será destruida automáticamente, ganando 25 monedas por Rompe Escudos y facilitando las peleas contra ellos.
- Pinchohierba Punzante: Hace más daño que la Pinchohierba estándar (35 de daño dos veces, haciendo un total de 70) aunque solo puedes poner 2 de estas por recarga y a la vez. Es ideal para atacar a los jugadores enemigos desprevenidos rápidamente. Sin embargo sus raíces tiene púas y ojos rojas que pueden ser detectadas por los jugadores atentos. Su tiempo de recarga antes de poder colocar otra Pinchohierba (tanto esta variante como con la normal) es de 1 minuto.
- Chesterhierba: Esta habilidad también salió del sobre de Carnívora Chester que contenía las dos nuevas habilidades de la planta carnívora, casi solo cambia la apariencia al naranja con manchas blancas, además de tener la cara y las gafas de Chester, más un daño mayor. Su apariencia es muy notoria y delatora, por lo que se recomienda usarla solo si el enemigo está con la guardia baja, en pleno combate cuerpo a cuerpo o ralentizado con algún Pringue y ponerla a los pies del enemigo.

### Variantes de Planta Carnívora
- Planta Carnívora: Variante Común y corriente de las carnívoras, ataca cuerpo a cuerpo haciendo de daño por mordisco 25 puntos, su tiempo para atrapar al enemigo es corto, su apariencia es idéntica a la del primer juego como las otras plantas del equipo.
- Carnívora Tóxica: Variante que se consigue llevando la categoría de planta carnívora a nivel 10, su habilidad es el esparcir toxinas por su boca. Cada toxina provoca 2 puntos de daño y puede esparcirlas rápidamente en un alcance muy corto, también puede intoxicar al enemigo si está cerca de ella con el daño extra de toxicidad. Tiene una salud 150 puntos y 175 con mejora.
- Carnívora De Fuego: Variante muy parecido a un lanzallamas, es muy bueno a corta distancia y quema al enemigo a corto alcance con daño extra y progresivo de fuego y es letal cuando hay grupos grandes de zombis. No puede morder a los Zombis como las demás, pero aun así puede atrapar al enemigo si la carnívora esta a su espalda. Esta carnívora fue mejorada para compensar el poco alcance que tenía, siendo una de las pocas plantas carnívoras con un modo de juego algo diferente. Es muy versátil y rápida por lo que es uno de los personajes más queridos y usados por los jugadores. Es ideal para eliminar al Zombi Ataúd, el Zombi Letrina y el Barril Pirata de forma rápida con su potente lanzallamas sin la necesidad de devorarlos y quedarse vulnerable mientras se mastica.
- Carnívora Bólido: Su apariencia es la de un auto de carreras y es la carnívora más rápida gracias a su motor. Cuando termina de digerir a un zombi, aumenta su velocidad considerablemente por unos cortos pero vitales segundos, ideal para escapar de una horda y ponerse a salvo, por su gran velocidad al morder y andar, su salud se ve reducida a 100 puntos (125 con mejora). Es junto al Cactus del futuro las únicas plantas del juego basadas en máquinas. No obstante, el ruido de motor que genera al caminar y en especial al correr tras devorar a un enemigo la delatan mucho.
- Carnívora Dracunívora: Su aspecto es similar al de un vampiro, al tragarse a un zombi (ya sea controlado por la IA o un jugador) recupera 50 puntos de vida, al más puro estilo de Drácula. Este personaje es muy efectiva al atacar pero su color rojo fosforescente es muy delatador, y más cuando recupera vida, ya que el color de sus escamas se encenderán y sonará un breve piano gótico vampírico.
- Carnívora Poderosa: Su modo de juego es igual a la de Carnívora de fuego, lanza poderosos rayos que electrocutan a los enemigos cercanos, muy similar al Junco Eléctrico de Plants vs Zombies 2, sus rayos viajan de zombi en zombi propagándose rápidamente. Su daño es de entre 10-12 puntos, es muy versátil ya que sus rayos son veloces, aunque su habilidad solo es efectiva si hay más de un oponente atacando, por lo que en combate 1 contra 1 tiene las de perder.
- Carnívora Blindada: Personaje agregado por el DLC de Zomboss Down , su daño por cada mordisco es un poco más lento que las otras carnívoras pero es el doble de letal(de 25 a 50 puntos). Su armadura de metal la protege con sus 200 puntos de salud (225 con mejora) pero esta es pesada y hace al personaje el más lento del juego. Se recomienda equiparla con el Pringue Superpegajoso para que el oponente no pueda escapar y compensar así la lentitud del personaje.
- Carnívora Chester: Este personaje y un científico venían, en un principio, en códigos que solo se conseguían en EE.UU y México comprando sobres de Cheetos, finalmente estuvieron disponibles para todos los jugadores. Sus mordidas son más rápidas que el resto de las carnívoras y causan entre 20-30 puntos de daño y su especialidad es tragar a los zombis más rápido. Cuando salió contenía 2 sobres, uno con el personaje y otro sus habilidades: Pringue de Queso y Chesterhierba.
- Cosa Carnívora: Salió junto a otros 6 personajes (7 si contamos a Guisante de Plasma para versión PS3 y PS4 en el DLC The Legends of the Lawn). Su daño es en un área muy corta, lanza cieno que provoca 5 puntos de daño (7 con mejora) y su vida es de 100 puntos (125 con mejora) esta planta carnívora tiene un camuflaje muy útil en mapas con mucha vegetación, también se recupera la salud más rápido de todos los personajes. Sin embargo, varios de los defectos que tiene le hace ser una de las variantes menos utilizadas en el competitivo.

### Girasol
La girasol es un tipo de planta curativa de corta y media distancia (siendo la contraparte del Científico), también posee una velocidad más rápida a diferencia de las otras plantas facilitando alcanzarlos para curarlos o para escapar. Al ser el curandero del grupo de las Plantas tiene la habilidad de sanar a su equipo, entre las habilidades que tiene son:
- Flor curativa: Coloca una inmóvil maceta con una flor de pétalos amarillos, cara blanca y una tierna sonrisa que produce 3 soles cada 2.5 segundos y que curan a la planta que se le aproxime a ella. Su producción de soles curativos es rápida y después de 30 segundos desaparece automáticamente. Si hay varios aliados sanándose gracias a ella, la flor curativa sanara más a la planta más herida y luego al resto del equipo. El tiempo de recarga de esta habilidad (al igual que la de la Flor Oscura) es igualmente de 35 segundos y ambas también duran 30 segundos en el campo antes de su autodestrucción.
- Flor oscura: Es el lado siniestro de la Flor curativa, ya que en vez de curar a los aliados planta, la Flor oscura atacará rápidamente a los enemigos zombi que localice dentro de su rango, entre 4 y 6 puntos de daño por ráfagas de tres disparos consecutivos y al igual que su contraparte curativa, la Flor oscura también desaparecerá automáticamente luego de algunos segundos en el campo, aunque con un tiempo mayor de estadía en el campo. Es ideal para un estilo de juego más agresivo y puede girar sobre su propio eje a diferencia de la Flor curativa, no obstante, equipar esta Flor oscura le quitará al Girasol la capacidad de auto curarse más allá de la mitad de la salud y solo podrá curar a un aliado a la vez con su Rayo de curación.
- Rayo solar: Al igual que Lanzaguisantes, el girasol se entierra en el suelo y dispara un poderoso ataque solar. La luz que emite puede llamar la atención de los enemigos, provoca 7 u 8 puntos de daño por segundo y con una munición de 100 en el cargador.
- Rayo de erupción solar: A diferencia de rayo Solar la habilidad del Rayo de erupción solar es más letal pudiendo causar entre 12 o 14 puntos de daño y con una munición de 50 en el cargador. Está inspirado en las erupciones solares que emite constantemente el Sol, valga a la redundancia.
- Rayo de curación: Cura al aliado más cercano constantemente estando cerca de él sin un límite de tiempo, únicamente lo curara a él y no al girasol. Dos girasoles pueden emitir rayos simultáneamente haciendo un excelente dúo y curándose constantemente.
- Rayo de curación arco iris: Una variante del rayo de curación, que únicamente agrega unos curiosos sonidos de risas al rayo de curación.

### Variantes de Girasol
- Girasol: Cuenta con un cargador automático y preciso llamado Impulso Solar que lanza 50 rayos de sol (60 con mejora), con cadencia moderada y provoca entre 4 y 8 puntos de daño por cada tiro, además tiene menor vida que los demás personajes planta, con 125 puntos de salud.
- Pétalos de Metal: Este girasol es la variante pesada y ofensiva de esta clase con 150 puntos de salud. Su cargador es el Destello de Metal con 50 destellos y 60 destellos consiguiendo la mejora, una cadencia muy veloz y provoca entre 5 y 9 puntos de daño. Este personaje se consigue subiendo a Nivel 10 al Girasol. Es un poco más lenta que sus otras compañeras girasoles por el peso del metal pero lo compensa con su gran salud y daño.

- Flor Sombría: Variante que usa el cargador Energía Oscura con una munición de 50 y disparo automático. Dispara con una cadencia muy alta y causa entre 6 y 10 puntos de daño. Es difícil apuntar y es recomendable disparar desde la cadera.

- Flor Poderosa: Variante eléctrica que usa el cargador Impulso de Poder con 40 rayos de flor con una increíble cadencia, causa entre 4 y 8 puntos de daño y el daño fluye rápidamente a enemigos cercanos pudiendo matar a pelotones enteros de enemigos rápidamente.

- Flor de fuego: Variante con el cargador impulso en llamas con 30 disparos automáticos en el cartucho (35 con mejora) su daño es entre 6 y 8 puntos, junto con el daño extra de fuego progresivo. Con esta planta es mejor apuntar en la cadera o la cabeza para aumentar su desempeño.

- Flor Mística: Esta variante con el cargador de disparo misterioso con una capacidad de 20 rayos. Dispara manualmente (Depende de cuantas veces pulses el gatillo) causando entre 13 y 15 puntos de daño, mientras que este cargando su propio tiro puede causar más de 55 puntos de daño (Como el guisante Plasma). Con esta planta es mejor disparar desde la cadera (Sin apuntar directamente) ya que es muy difícil acertar cada tiro.

- Flor extraterrestre: Esta variante aparece en el DLC The Legends of the Lawn. Tiene el cargador semiautomático llamado Neblina de Esporas que dispara esporas que causan entre 13 y 17 puntos de daño y al detonar dejan un polvo que hace daño periódico de 3 en 3 al zombi que se acerque y hace daño de área por la neblina, al recargar hace un curioso sonido de extraterrestres.

- Faraón de sol: Es la variante que apareció en DLC Zomboss Down dispara en ráfagas x3 (Aprietas una vez el gatillo y dispara tres rayos a la vez), su cargador es el Láser Cobra con 30 láseres para disparar y provoca entre 9 y 15 puntos de daño por cada láser. Es uno de los personajes de la categoría más letales del juego.

### Cactus
El cactus es el francotirador del equipo y dispara un poco lento, por lo cual rivaliza con el Zombi Ingeniero. Sus habilidades son defensivas y ofensivas, un poco a lo estratega, sus habilidades son las siguientes:
- Papapum: El Cactus deja caer a sus pies una mina terrestre con forma de papa similar a la del primer juego del 2009, aunque sin necesidad de esperar a que se arme para que pueda detonar. Si un Zombi la pisa puede matar a gran cantidad de zombis que estén muy cerca de su explosión y causa 175 puntos de daño, pudiendo hacer Instant Kill a casi cualquier zombi aun teniendo su salud al máximo y únicamente los zombis con Blindaje (como el del ataúd y el del baño portátil) junto con el All-Star podrán sobrevivir a su explosión, aunque este último se quedará con apenas 25 puntos de salud. Se pueden plantar un total de 3 Papapums a la vez, siendo ideales para proteger una zona importante, como en Operaciones de Jardín. Una excelente estrategia para el modo de Jardines y Cementerios es ponerlas cerca del jardín o en los agujeros con huesos donde los rivales invocan zombis, gracias al camuflaje natural de la papa, muchos no verán venir esa táctica y serán derrotados, aunque un jugador experimentado sabrá de esta técnica y disparará al agujero del invocación antes de acercarse.

- Mina de Pepita de Papa: Causa menos daño (60 puntos, siendo incapaz de hacer Instant Kill con salud máxima a la gran mayoría de zombis de IA y jugadores, a diferencia de la Papapum normal) y su rango de explosión también es más corto, pero se pueden plantar hasta 5 Minas de pepita de papa por recarga y son menos visibles para los Zombis por ser más diminutas que sus hermanas papapums.

- Dron Ajo: Es un veloz dron cíclope con forma de ajo que dispara agujas hasta cansarse y perder potencia de vuelo, contiene 1 habilidad especial la cual es una lluvia de Maíces explosivos que lanza en una zona para eliminar a varios enemigos a la vez. Su disparo es muy rápido y provoca entre 8 y 12 puntos de daño. Tiene 5 puntos de salud por lo que es mejor estar en movimiento ya que lo pueden destruir fácilmente con un buen disparo. Al usar esta habilidad el cactus quedara inmóvil e indefenso por lo que la mejor idea para usar el dron es mantenerse lejos de la batalla.

- Dron Alcachofa: Dispara con su cargador corazones de alcachofa que hacen menos daño comparando con ajo (entre 4 y 6 puntos de daño) y se cansa tras un cierto tiempo continuo de disparo. Tiene 20 de salud y puede dejar caer un solo Maíz tierno, que causa hasta 35 de daño. Al usar esta habilidad el cactus también quedara inmóvil e indefenso como pasa con el ajo.

- Barrera de Casca-Rabias: Puedes colocar un total de 4 Casca-Rabias a la vez, tiene buena cantidad de salud y es de muchos usos; bloquea el paso a todo Zombi jugador o controlado por la máquina, se puede usar como escalera para desplazarte de un lugar a otro o de cebo, y también como protección de cobertura al disparar. Se recomienda colocar una Papapum detrás de esta barrera para complementarse correctamente.

- Doncella de hierro: Puedes colocar una Doncella de Hierro por recarga y 4 a la vez, tiene muchísima salud y si se usa muy bien puede marcar la diferencia. Es perfecta para bloquear a los Zombis tanto bots como jugadores reales en zonas estrechas. Puedes utilizarla de cobertura al igual que la nuez casca-rabias. Gracias a su altura y resistencia puede bloquear fácilmente los peligrosos ZPG o cohetes múltiple de los zombis soldado salvándote así la vida en muchas ocasiones.

### Variantes del Cactus
- Cactus: Es la clase estándar del cactus el cargador es de 10 (12 con la mejora) y su daño de 30-35 puntos. A pesar de ser un personaje inicial, su desempeño es alto y efectivo, pero eso solo aplica en largas distancias, usarlo en ataques cercanos no es recomendado.

- Cactus Bandido: Variante agregada en el DLC de Zomboss Down con un disparo automático en ametralladora rápida, su cargador ametralladora lleva 15 agujas y causa daño entre 6-12. Es el cactus con el disparo más veloz y también el que tiene más posibilidades de sobrevivir a corta distancia.

- Cactus Camuflaje: Una versión más letal del cactus, se desbloquea en el nivel 10. Su Disparo de Camuflaje con 5 agujas (6 con la mejora) es lento pero letal entre 33-66 de daño, solo bastan dos tiros en la cabeza para derrotar a soldados o ingenieros. El zoom del personaje es exagerado y lento al mover por lo nunca lo debes utilizar a corta distancia, lo más seguro es que te derrotaran con facilidad. Gracias a su color es muy fácil camuflarse en zonas de mucha vegetación.

- Cactus Jade: Variante peso pesado del Cactus que salió en el último DLC, "The Legends of the Lawn". Su cargador es el "Disparo de dispersión" con 12 agujas, dispara rápido y provoca entre 18-30 puntos de daño normal. Cuando una aguja no da al objetivo tras un corto tiempo explota y provoca entre 4-14 puntos de daño al enemigo que este cerca de ella. Es el peso pesado por lo cual tiene 150 puntos de salud, 25 puntos más de salud comparándolo con otros cactus.

- Cactus de Hielo: Variante de hielo del cactus con un cargador llamado Agujas de hielo, contiene 15 agujas heladas y 20 con mejora y hace entre 15-25 puntos de daño. La habilidad especial de este cactus es poder ralentizar y congelar a los enemigos haciéndolos blancos sumamente fáciles al ser congelados por las agujas, sus disparos no hacen mucho daño pero son precisos y rápidos.

- Cactus Poderoso: Variante eléctrica del cactus, su cargador es la Aguja eléctrica cargada con 10 agujas y 15 con mejora, hace entre 15-25 puntos de daño. Su especialidad es conducir el daño eléctrico de zombi en zombi pudiendo derrotar a pelotones enteros de enemigos a la vez, lo malo es que brilla mucho.

- Cactus Cítrico: Variante tropical y promocional del cactus, vino junto con Lanzabayas en los sobres gratuitos promocionales de la marca Aquafina y Flavorsplash. Dispara en ráfagas de 3 tiros como el Faraón del Sol, su cargador "Explosión de Naranja" con 24 balas hace entre 9-14 puntos de daño.

- Cactus de fuego: Variante ígneo del cactus, por lo cual contiene daño progresivo adicional de fuego. Su cargador "Aguja de fuego" tiene 12 agujas que provocan entre 25-30 puntos de daño, sus tiros son muy rápidos y precisos haciéndolo fácilmente uno de los personajes más usados del juego por sus múltiples ventajas.

- Cactus del Futuro: Variante de disparo Manual del cactus. Su cargador "Disparo del futuro" contiene 12 cargas de energía plasmática, hace entre 16-22 puntos de daño y con el ataque cargado causa hasta 107 puntos de daño, además funciona de forma semiautomática. Es el personaje con el disparo cargado más potente de todo el juego, tanto así que puede matar con un solo disparo cargado a un científico con salud completa.

## Zombis
Hay 4 tipos de zombis diferentes uno del otro con diferente ofensa, habilidades, defensa, velocidad, salud y función, estos son:

### Soldado
El soldado es el lado ofensivo de los zombis (por lo cual rivaliza con Lanzaguisantes) y se tiene que desplegar y atacar mucho, entre esto sus habilidades:
- ZPG: El soldado es capaz de disparar desde su espalda un cohete sumamente dañino que va volando hasta el objetivo, provoca más de 175 puntos de daño por ataque directo pero poco daño por zona. La única planta que podría sobrevivir a un ZPG directo es la Carnívora Blindada.
- Cohetes múltiple: El soldado dispara 4 cohetes para impactar a varios objetivos, causa entre 15 y 60 puntos de daño, no suman el daño equivalente al ZPG pero son muy útiles para sobrevivir a un combate cuerpo a cuerpo, sobre todo contra plantas carnívoras.
- Salto de cohete: Soldado que utiliza su cohete para propulsarse por los aires, supera una gran altura y se puede usar una vez por recarga. Es una habilidad que sirve para llegar a zonas muy altas rápidamente o inclusive para sobrevivir a ataques de plantas carnívoras. Es de salto alto.
- Brinco Propulsado: Soldado que utiliza un cohete propulsado, su salto es más bajo que el salto cohete normal pero lo empuja más adelante y puede usar 2 veces esta habilidad por recarga. Es de salto largo.
- Nube apestosa zombi: Soldado lanza una granada de humo tóxico que se activa al contacto, si un enemigo entra en contacto con el humo inflige entre 2 o 4 puntos de daño por segundo y bloquea la visibilidad de las macetas y jugadores planta por un cierto tiempo.
- Nube superapestosa: Este humo tóxico causa entre 4 y 6 puntos de daño constantemente, pero dura menos que la nube apestosa estándar. Ideal para atacar enemigos rápidamente.

### Variantes del Soldado
- Soldado: Variante estándar equipado con un Sub-fusil Zomboss con un cargador "Destructor Z-1" cargado con 30 balas. Tiene una cadencia de tiro elevada y hace entre 5 y 8 puntos de daño sin mejoras. El soldado dispara con balas veloces y su tiro llega en un momento al objetivo.
- Centurión: Variante de fuego equipado con su ballesta "Rayo de fuego" con 12 rayos ígneos, provoca entre 8-24 puntos de daño sin mejoras (Hace más daño de cerca que de lejos), más 5 puntos de fuego progresivos. Dispara de manera manual y rápida. Este personaje salió en el DLC "The Legends of the Lawn".
- Tropa aérea: Variante veloz equipado con su rifle "Zona peligrosa" de 25 balas (30 con mejora). Provoca entre 5-12 puntos de daño por tiro. Tiene una cadencia de tiro sumamente rápida que da la sensación de tener poca munición, tiene gran dispersión de bala por lo cual este personaje debe de estar recargando todo el tiempo. Es el soldado con mayor cadencia de tiro y mayores posibilidades de sobrevivir a batallas de corto alcance. Este personaje salió en el DLC "Zomboss Down".
- General Supremo: Variante automático armado con su Ametralladora dorada que dispara sin un límite de bala, aunque se sobrecalienta. Provoca entre 2-7 puntos de daño en el enfrentamiento de cerca (Es muy malo a larga distancia por la dispersión de bala) Es el zombi con mejor velocidad de tiro junto con Tropa aérea.
- Tropa Ártica: Variante de hielo armado con su Destructor Z-1 helado con 25 balas (30 con mejora). Tiene una buena cadencia de tiro, hace entre 4-7 puntos de daño, el escaso su daño lo compensa con el efecto de congelar a las plantas tras darles varias veces en ella volviéndola así un objetivo fácil para derrotar.
- Coronel de tanques: Variante de cañón y daño en área, su Mega-cañón solo tiene un tiro, hace gran daño en área, causa entre 40-70 de daño con una recarga rápida. Es el único soldado con daño en zona, se usa mejor a media y larga distancia.
- Soldado camuflado: Variante francotirador con un cargador de 15 balas de su "Sorpresa camuflada". Dispara de manera Manual, las balas que causan entre 12-19 puntos de daño. El soldado camuflado utiliza su vestimenta para esconderse en la vegetación.

- SuperComando: Variante del soldado con su Ballesta Z4. Provoca entre 12-22 puntos de daño por cada bala y tiene mayor alcance que otros soldados. El SuperComando puede derrotar múltiples plantas gracias a su tan corta recarga de medio segundo. Tiene 3 balas (4 con mejora) y es el único soldado que dispara a ráfagas. Es útil para todas las distancias haciéndolo versátil para cualquier ocasión.

### Ingeniero
El ingeniero dispara ataques lentos y es el estratega de los zombis (rivaliza con Cactus) consta con habilidades ofensivas y estratégicas estas son:
- Granada Sónica: Ingeniero lanza una granada que aturde a todas las plantas cercanas gracias al terrible ruido que esta genera en un radio alrededor de donde detonó la granada, no causa daño pero puede evitar que las plantas ataquen y que una carnívora o varias de estas salgan de la tierra cuando estén cavando.
- Mina Sónica de proximidad: Ingeniero coloca minas que cuándo una planta se acerca es aturdida al igual que la granada pero con un radio menor, estas minas son más defensivas que ofensivas pero no pierden su utilidad y puedes poner 3 minas sónicas a la vez. Son perfectas para defenderte de las plantas mientras construyes el teletransporte para que tus aliados zombi alcancen el jardín a capturar más rápido en jardines y cementerios.
- Dron Zombot: Dispara rayos zombi que provocan entre 4 y 10 puntos de daño. Al igual que el Ajo deja caer conos bomba que estallan a las plantas. Tiene 5 Puntos de salud por lo que debes moverte cuando lo uses porque lo pueden derribar fácilmente. Al igual que el cactus, quedaras inmóvil e indefenso mientras lo usas, así que úsalo cuando no hayan enemigos cerca.
- Dron Cohete: Dispara un láser zombi que provoca entre 2 y 5 puntos de daño, el láser se sobrecalienta. Contiene 20 puntos de salud pero no deja caer más de un cono.
- Martillo Neumático: Ingeniero se mueve velozmente con el Martillo Neumático para desplazarse en todo esplendor. Se descarga tras cierto tiempo y al acercarse a una planta la enviste y manda hacia atrás provocando puntos de daño escasos.
- Martillo Neumático Turbo: Ingeniero utiliza una mejora de su Martillo Neumático y se desplaza muy rápido pero dura muchísimo menos que el normal.

### Variantes del Ingeniero
- Ingeniero: Variante estándar con el cargador "Lanzador de Cemento" que contiene 12 disparos, provoca un daño en área menor a 15 y causa entre 18-25 puntos de daño. Contiene 125 de salud.
- Electricista: Variante eléctrico con el cargador "Destructor de voltios" con 10 Bolas de voltios recién cargados, hace daño en área mayor que el de Ingeniero, 5-12 de daño en área y directamente hace entre 30-40 puntos de daño, o entre 30 y 35 puntos de daño críticos, añadiendo el daño que sufrirán los enemigos cercanos al objetivo impactado.
- Experto en limpieza: Variante tóxica que dispara desde una ballesta con su 12 tiros de Basura tóxica, hace gran daño en área y hace entre 3-8 puntos de daño y en daño directo entre 27-37 puntos de daño más su daño extra tóxico progresivo de 2. Este personaje vino incluido en el DLC llamado The Legends Of The Lawn, a diferencia de todos los tóxicos no intoxicar a sus adversarios de cerca como lo hacen todos los tóxicos
- Mecánico: Variante equipado con su arma de aire comprimido automática con un total de 30 balas. No hace ningún tipo de daño en área y causa entre 3-9 puntos de daño crítico, es escaso el daño crítico pero es recompensado por su gran cantidad de tiro en cadencia veloz.
- Pintor: Variante de tiro pesado y cadencia de tiro lenta con su arma Ballesta de pintura que dispara 12 bombas de pintura, su daño en área es de entre 10 a 15 puntos y hace entre 35-45 puntos de daño por impacto directo. Es el ingeniero que dispara más lento, pero también con mayor daño y su pintura casi no tiene caída por lo cual es perfecto para ser francotirador, puede ocasionar daños de 40 a 80.
- Paisajista: Variante que dispara desde su ballesta "Destructor de hierbas" el cual contiene 10 hierbas que dispara, su cadencia de tiro es moderada. Hace entre 18-35 puntos de daño en área, hace 30 puntos de daño directo. Su mecanismo de disparo es idéntica al de un guisante. Este personaje vino incluido en el DLC llamado Zomboss Down.
- Soldador: Variante de fuego que usa el arma "Destructor soldador" el cual contiene 12 bolas de fuego, hace entre 5-12 de daño en área, hace 25 puntos de daño directos y contiene sus 5 puntos de daño de fuego progresivo. Es el Ingeniero que se desbloquea llevando la clase de los ingenieros a nivel 10.
- Fontanero: Variante que usa su arma conectada a un "Inodoro" con su cargador "Disparo de Desatascador" 8 tiros y 10 con mejora, hace daño en área entre 20-25 puntos y 35 puntos de daño por impacto directo, la cadencia de su disparo es moderada.

### Científico
El científico es el curandero de los zombis (Rivaliza con el Girasol) tiene 100 puntos de salud y habilidades defensivas, curativas y ofensivas, estos personajes se usan para cortas distancias, sus habilidades son las siguientes:
- Bolas Lapa Explosivas: Científico lanza bolas lapa que se pegan a las superficies, si esta se adhiere a una planta explotara haciendo 50 puntos de daño y hace un daño en área si las plantas están cercas. Intenta arrojarlas en lugares donde las plantas estén amontonadas (por ejemplo en un jardín que tienen que defender) para aumentar las posibilidades de derrotar al menos a una de ellas.
- Mega Bomba curativa: Científico despliega una bomba curativa delante de él, que detona en 2 a 4 segundos, al estallar despliega una sustancia de color morado que cura muchos puntos de salud en un radio cercano de donde estalló (40 a 60 puntos de salud) pudiendo sanar a varios aliados rápidamente a la vez.
- Bola Chester: Arroja una bola lapa explosiva naranja con puntitos negros, esta causa 75 puntos de daño pero tarda más en recargar.
- Distorsión: Científico usa una distorsión del espacio-tiempo que lo despliega velozmente a donde el científico apunte, es sumamente útil para escapar de plantas carnívoras o ponerse detrás de los enemigos y dañarles a la espalda.
- Distorsión de energía: Científico se transforma en una Bola de energía para desplazarse haciéndose invencible por pocos pero vitales segundos, se puede cancelar la habilidad volviendo a pulsar el botón con la que se activa (triángulo en Ps, 2 en Pc o Y en Xbox) es perfecta para colarse en la mansión de Dave el loco en Jardines y Cementerios.
- Distorsión de queso: Científico usa la distorsión para desplazarse velozmente y si un enemigo está cerca le dañará con queso (unos 30 puntos).
- Estación de Curación Zombi: Científico coloca un tanque con aspersor que cura a los zombis en un radio cercano, cura entre 4 a 6 puntos de salud por segundo.
- Estación de Curación blindada: Coloca una Estación de Curación que cura más lento, 2 puntos de salud por segundo, y dura menos, pero es muchísimo más difícil de destruir (De ahí su nombre) .
- Estación guepardo: Es la estación que cura más rápido que las demás haciéndola la más útil de todas y tiene la cabeza de Chester sobre el aspersor.

### Variante del científico
- Científico: El científico es la clase estándar de este mismo zombi, dispara desde un tipo de escopeta con su lanzador "Disparo Pringoso" con 6 disparos el cual causa más daño si esta más cerca desde 25 hasta incluso 50 puntos pero su recarga es lenta. El daño es DIRECTO.
- Físico: El físico es la variante eléctrica del científico y causa entre 18-36 puntos de daño. Dispara rayos desde su "Lanzador PEM" es bastante lenta y su cargador es de 6 "Cartuchos". Hace daño en área bajo y hace daño a más de una planta a la vez.
- Dr. Tóxico: El Dr. Tóxico es la variante tóxica del científico, disparo lento y recarga rápida. Dispara 5 toxinas de su "Destructor de Radiación" hace entre 8-12 de lejos y a otras distancias 15-39 puntos de daño, junto con su daño progresivo de toxicidad cuando el enemigo está cerca.
- Biólogo Marino: Variante con tiro de cadencia elevado que puede destruir al enemigo con sus 7 disparos del cargador "Destructor delfín". Hace entre 18-30 puntos de daño directo e inclusive 50 puntos si está muy cerca de su objetivo. Para recargar los disparos lanza un diminuto pescadito y se lo da de comer a un pequeño delfín bebe zombi que es su "escopeta"
- Dr. Chester: Variante que vino junto a Carnívora Chester en paquetes de Cheetos por código, al fin y al cabo salió gratis. Dispara 6 cartuchos del "Destructor de Queso" y hace 25 puntos de daño (Al igual que Carnívora Chester). Debes estar muy cerca del enemigo.
- Químico: Variante del nivel 10 del científico que dispara desde su cargador Destructor de vaso químico el cual sin mejoras contiene 6 disparos de vaso químico y 8 con la mejora. Para hacer daño debes estar pegado al enemigo porque sino no le harías ni cosquillas, hace entre 40 y 80 puntos de daño. Este personaje fue modificado unos meses después de la fecha de salida del juego porque antes este tenía 12 disparos como máximo, y luego lo redujeron a 8.
- Astronauta: El astronauta es una variante del científico que tiene una cadencia de tiro veloz y el único de la clase en ser automático. Tiene 18 "Rocas lunares" su cargador y cada tiro causa entre 18-22 de daño. Es el científico que se usa mejor para largas distancias.
- Paleontólogo: Variante de fuego de la categoría científico, utiliza su arma "Destructor Dinosaurio" cargada con 12 disparos y 15 con mejora. Su tiro es moderado y rápido, hace entre 15-35 puntos de daño, sumado con el daño extra progresivo de fuego. Esta variante salió en el DLC The Legends of the Lawn.
- Arqueólogo: Variante que apareció en DLC Zomboss Down ataca con una escopeta moderada de tiro y varia su daño depende la distancia. Su cargador "Excavador" de 12 pepas de oro por cargador. Hace entre 8-14 puntos de daño a lejanía, a distancia mediana o cercana entre 15-28 puntos de daño. Es considerado por muchos seguidores del juego como el peor personaje de la categoría.

### All-Star
El All-Star es el zombi con más salud y es ofensivo, habilidades ofensivas y defensivas, variado y tanque pesado (por lo que rivaliza planta carnívora), todas las armas de todos los personajes de esta clase son automáticas y se sobrecalientan después de un uso continuo, pero se vuelven a enfriar y se pueden volver a usar, sus habilidades son estas:
- Pateo de zombidito: Esta "bomba" es un zombidito lleno de explosivos y letal, va por suelo y su uso es rápido e instantáneo, sin embargo en algunas ocasiones puede desviarse, hace 175 puntos de daño y se usa para distancias cortas o para asaltar a los enemigos. Utilízalo contra varios rivales para mejorar su desempeño y efectividad.
- Bomba larga: Esta bomba es como el pateo de zombidito pero este no avanza por suelo sino que por el aire, su uso es más para media distancia, recarga más rápido que el Pateo de zombidito pero solo hace 150 puntos de daño en vez de 175 y este no explotará hasta que choque con alguna superficie. Actívala cuando hayan muchas plantas amontonadas a media distancia.
- Placaje en carrera: El jugador embiste velozmente a una o varias plantas que estén enfrente de él, causa 50 puntos de daño y lo eleva por los aires y aturde a la planta un poco, puedes usarlo para escapar de las feroces plantas carnívoras y también para salvarles la vida a los aliados de ser devorados por estas.
- Ultra-placaje: Es lo mismo que el placaje normal, solo que su recarga es más lenta (de habilidad) pero causa más daño (75 puntos).
- Escudo de maniquíes: Unos escudos de maniquíes, tiene unos 200 puntos de salud y puedes colocar 2 escudos por recarga y 4 a la vez, ideal para esconderse de las plantas o para cubrirte mientras capturas un jardín o revives a un aliado caído en combate en el multijugador.
- Escudos de cebo: Estos escudos son mucho más débiles que los otros escudos y tienen unos 25 puntos de salud pero puedes colocar 4 escudos a la vez, se usan más para cubrir al jugador y sus aliados (de ahí su nombre), y no para protegerse por lo ya mencionado anteriormente.

### Variantes del All-Star
- All-Star:  Variante Estándar de esta categoría, dispara su cañón de fútbol que no tiene límite de munición, pero su arma tras un tiempo de disparo se sobrecalienta. Su cadencia de tiro es veloz y hace entre 8-12 puntos de daño además de "saturar" al enemigo. Todos los All-Stars tienen 200 puntos de salud.
- Estrella de Cricket: Variante de fuego del All-Star, dispara rápidamente desde su cañón "Destructor bolas en llamas". La estrella de Cricket hace entre 4-8 puntos de daño, sumado al daño progresivo de fuego.
- Guardameta estrella: Variante de hielo de la categoría, dispara velozmente desde su cañón de "Discos Helados". El guardameta estrella tiene una cadencia muy veloz, pero hace un daño muy bajo entre 2-8 puntos y tras una corta cantidad de disparos en una planta la inmoviliza e impidiéndola usar habilidades para poder escapar.
- Estrella del golf: Variante del All-Star que salió en Legends of the lawn. Dispara desde su Cañón de Golf de cadencia elevada munición de pelotas de golf que pueden provocar entre 3-8 puntos de daño de manera continua y eficaz.
- Estrella del Béisbol: Variante que se desbloquea llevando la categoría a nivel 10, teniendo como arma el Cañón bolas de béisbol. Dispara con cadencia igualita al All-Star, hace daño de 3-8 puntos de daño y pudiendo hacer críticos continuos de 12 fácilmente.
- Estrella del Hockey: Variante del Hockey All-Star, dispara rápidamente desde su cañón "Lanzaguantes fétidos". Hace entre 2-6 puntos de daño, su arma se sobrecalienta demasiado rápido pero la mira se mantiene estática o mejor dicho quieta. Considerado por muchos jugadores como el peor de la categoría por su poco daño y por su sobrecalentamiento muy veloz.
- Estrella del Rugby: Variante de daño en área, dispara desde su cañón "Lanza-balones de fuego". Su tiro es más lento, el más lento al disparar de la categoría de los All-star pero hace entre 8-10 puntos de daño y tiene un pequeño daño en área como el ingeniero.
- Estrella de la lucha libre: Variante del All-Star, dispara unas durísimas figuritas de acción de boxeadores desde su potente cañón "Martinete". Al igual que la estrella del Rugby dispara más lento pero lo compensa con daños que hacen entre 12 a 25 puntos de daño por cada figurita de acción disparada(este personaje aparece en el DLC de Zomboss Down).

## Operaciones de Jardín
Es el modo más parecido a la primera entrega y es exclusivo para plantas. En este modo el jugador decidirá en que lugar estará el jardín a defender (hay 3 opciones por mapa) donde posteriormente deberá protegerlo de 10 oleadas de zombis, siendo la 5 y la 10 de jefe (aparecerá una máquina tragamonedas que elegirá que jefes saldrán). También están las oleadas de misión en las que deberán cumplir un objetivo para ganar monedas extra y las especiales (tematizadas con algún tipo de zombi enemigo en específico). Al final de las 10 oleadas el jugador deberá ir a la zona de aterrizaje donde tiene que escapar con Dave el Loco en su casa rodante voladora para ser rescatados sanos y salvos. Este modo puede ser jugado hasta por 4 jugadores en línea y 2 en pantalla dividida en tiempo real en ps4.

### Oleada de jefe
Son exclusivos de la oleadas 5 y 10, cuando salen 3 jefes iguales se lleva a cabo una super oleada de jefe, donde se produce la animación única del jefe elegido, existiendo estas opciones:
- Zombi disco: Puede atacar con su bastón que usa como arma de fuego, también puede girar en sobre su eje con una bola disco que empuja a todos los jugadores que estén cerca pero luego de eso se marea, puede invocar zombis bailarines suplentes y al morir hace un baile final que termina con él en el suelo.
- Zombi Yeti: Volviendo del 1° Plants vs Zombies, ahora el Zombi Yeti puede lanzar pedazos de hielo que hieren al jugador y lo ralentizan. También puede brincar lanzando una explosión de hielo que congela a todos los jugadores que estén cerca. Finalmente, puede hacer un baile que invoca una lluvia de picos de hielo que también causa daño y ralentiza, la horda vendrá acompañada de zombiditos yeti que él invoca, y zombis de la variante de hielo (Tropa ártica y Guardameta estrella).
- Zombistein: El clásico Zombistein del 1°juego, ahora tiene control total de sí y pega a las plantas con su poste eléctrico como su ataque común. Puede realizar un ataque en carrera si las plantas se alejan mucho de él, y como ataque a distancia puede encorvarse para disparar petazombiditos desde el bote de basura que carga consigo. Como refuerzo en su oleada, aparecerán distintos tipos de zombis comunes y no comunes.
- Megazombistein: Un Zombistein con ropa negra, barba recién afeitada, y lentes oscuros, en otras palabras, un zombi con estilo. Aparte de pegar a las plantas puede usar su ponte eléctrico como arma a distancia disparando un rayo de medio alcance. También tiene el ataque en carrera y el lanzamiento de petazombiditos del Zombistein común y viene acompañado en su oleada con las variantes eléctricas de los zombis (Físico y Electricista).
- Barón Von Murciélago: El rey de los zombis vampiro (si, esos existes) se convierte de murciélago a un zombi vestido elegantemente para enfrentar a las plantas. Con su bastón láser ataca a distancia y con sus mordidas recupera su salud, su superoleada vendrá con zombis vampiro (de apariencia gótica) y puede invocar más si quiere, además, si la cosa se empieza a poner en su contra puede convertirse en murciélagos para reposicionarse. Este jefe llegó a Garden Warfare en el DLC Suburbination.

## Multijugador
Son distintos modos de juego donde se encuentra diferentes objetivos siendo los siguientes:
- Derrotar por Equipos: En este modo el equipo de las plantas y el de los zombis luchan por ser el primer bando en vencer a 50 oponentes en una pequeña zona sin un límite de tiempo, revivir un aliado resta un punto al marcador enemigo. Por lo general son partidas que duran de 2 a 5 minutos.
- Jardines y Cementerios: Para este modo el equipo de las plantas deberán defender los jardines que los zombis intentarán capturar en un mapa que se extiende con cada captura. Las plantas tendrán 5 minutos para defender su base, si terminado ese plazo los zombis no consiguen capturarla, acabará la partida con victoria planta, pero si hay un enfrentamiento en la base entre ambos equipos por el territorio durante los últimos segundos, se dará una breve prórroga. Si los zombis logran capturar un jardín, las plantas deberán defender el que sigue. Cada jardín es un espantapájaros con cara de lanzaguisantes, alrededor de él hay un círculo en el cual si hay mayor o igual cantidad de plantas que zombis la barra de conquista no aumentará, en el caso contrario irá creciendo progresivamente. Por otro lado los ingenieros deberán construir teletransportes que ayudarán a su equipo a ir a la siguiente base más rápido. La última base es un objetivo el cual los zombis deberán cumplir (dependiendo de en qué mapa están jugando) y las plantas evitar que eso suceda defendiéndolo para ganar.
- Derrota Confirmada: Es similar a Derrota Por Equipos, solo que esta vez al vencer a un rival saldrá un orbe el cual aumenta un punto al marcador del equipo contrario y reducirá un punto si es tomado por un aliado, el primer bando que tome 50 orbes locos al derrotar a sus adversarios ganará la partida.
- Suburbination: Hay 3 bases desperdigadas en el mapa las cuales las plantas y los zombis deberán capturar, si un equipo logra capturar las tres bases ganará un bonus de suburbination (10 monedas cada 3 segundos). Hay 2 barras que representan la conquista de cada equipo, si una de esas barras llega a su límite(100 puntos de conquista), dicho equipo ganará la partida.
- Bomba Gnomo: Cada equipo tiene 3 bases, pasado unos segundos aparecerá la "bomba gnomo" en un lugar predeterminado y si esta es tomada por un jugador, él o ella deberá llevarla a una base enemiga. con sus habilidades bloqueadas. Cuando la "bomba gnomo" está en una base, tardará 20 segundos en explotar, mientras tanto el equipo al que le corresponde dicho jardín o cementerio deberán desactivarla y el equipo rival defenderla hasta que dicho plazo culmine. Ganará el equipo que haya destruido más bases enemigas en un plazo de 15 minutos o el que destruya todas antes que el rival. Si culminados los 15 minutos en un empate, se procederá a una muerte súbita.
- Bandidos de Tacos: Los zombis intentan robar la preciada colección de tacos de Dave y las plantas deben protegerla a como dé lugar. Para eso los zombis deben tomar el taco que está en el carrito de tacos, y llevarlo a la nave del Doctor Zombie en un plazo máximo de algunos minutos.
- Felpudo: Un sitio genial para empezar, es similar a Derrota por equipo con la diferencia de que no se pueden usar variantes o personalizaciones ni mejoras de armas. Es un duelo puro en el que se utilizan solo las clases de personajes básicas. Cuantas más veces te derroten, más salud ganas en tu próxima reaparición.
- Modo Mezclado: Se combinan todos los modos de juego (excluyendo Operaciones De Jardín), cada partida será de un modo de juego diferente, es idóneo para los usuarios que no saben decidir en que modo jugar.

## Plantas y zombis consumibles

### Plantas
Son las plantas que se ponen en macetas como refuerzos en la defensa del bando Planta de los modos de juego Operaciones de Jardín, Jardines y cementerios, y Bandidos de Tacos.
- Cañón de guisantes: Es una planta de ataque a distancia que dispara guisantes grandes a los zombis provocando enormes cantidades de daño de zona.
- Repetidora: Dispara 2 guisantes consecutivos e inflige más daño que el cañón de guisantes.
- Guisantralladora: Similar a la habilidad del mismo nombre, se centra en un objetivo desatando una descarga rápida de guisantes.
- Bonk Choi: Es una planta de ataque cuerpo a cuerpo que compensa su incapacidad de contra-atacar ataques a distancia con sus devastadores puños, no es recomendada para jardines y cementerios.
- Seta miedica: Dispara esporas que acaban con los zombis gracias a su gran alcance, pero se esconde cuando se acercan igual que en Plants vs Zombies original.
- Flor curativa: Es una planta de apoyo que genera continuamente gotas solares que pueden curar a las plantas cercanas de la misma forma que la habilidad del mismo nombre.
- Humoseta: Una seta de ataques de corto alcance que dispara pompas ácidas tal como en primer juego de la franquicia, son muy efectivas a la hora de dañar escudos y blindaje.
- Pringueseta: Es una planta de apoyo de mismo aspecto que la Humoseta con la diferencia del sombrero verde y no púrpura, además pringa a los zombis ralentizando y volviéndolos objetivos fáciles.
- Boca de dragón: Desata su aliento de fuego que inflige daño periódico adicional a los enemigos que estén en su radio de corto alcance.
- Seta congelada: Desata explosiones de hielo con largos periodos de recarga que deja a los zombis congelados donde estén por tiempo limitado.
- Petaseta: Llegó en el DLC de Garden Variety Pack, siendo una planta de cuerpo a cuerpo, sus explosiones son extremadamente dañinas, pero tarda mucho en regenerarse.
- Brote de bambú: Incluida en el DLC de Zomboss Down, dispara brotes que funcionan a modo de bombardeo con un daño de área, al igual que en Plants vs Zombies Adventures.
- Lanzaguisantes de fuego: También parte del DLC de Zomboss Down, dispara a los zombis con guisantes en llamas que infligen daño periódico por quemaduras.
- Hielaguisantes: Del DLC de Zomboss Down, siendo una planta que demuestra su "frialdad" ralentiza a los zombis con su guisantes gélidos hasta congelarlos.
- Frijol láser: Llegó en el DLC de Legends of the Lawn, puede disparar láseres de los ojos como que en el Plants vs Zombies 2.
- Dragón gato, Frankenseta, Caribum y Nieveseta: Estas macetas no tienen nada en especial, son solo Boca de Dragón, Seta miedica, Petaseta, y Seta congelada respectivamente con un cambio de apariencia de acuerdo a la festividad en la que se lanzaron.

### Zombis
Son las tropas comunes que los zombis pueden invocar de los montículos de porquería para apoyar en la ofensiva Zombi en los modos de juego mencionados anteriormente.
- Zombi abrigo pardo: También conocido como zombi común, es la tropa básica del ejército zombi y usa ataques de mordidas y, a veces, lanza piedras para dañar a las plantas
- Zombi caracono: Igual al anterior pero con un cono en la cabeza para mayor protección, de ahí su nombre.
- Zombi caracubo: Ahora el casco es un cubo, lo más resistente para la cabeza. Fuera de eso todo normal.
- Zombi abanderado: Un zombi común con una bandera en mano, potencian a los jugadores zombis y a las tropas comunes.
- Zombi curativo: Es prácticamente una Estación curativa andante, curar nunca ha sido más fácil.
- Zombi lector: Como en el 1°juego, es un zombi con un periódico por escudo que va más rápido y agresivo cuando se lo rompen.
- Zombi portero: También como en el juego original, un zombi común en con una puerta de escudo, la falla es que la puerta tiene agujeros que dejan pasar el daño de la humoseta.
- Zombi ataúd: El ataúd de madera resulta ser una buena armadura, aunque reduce bastante la velocidad le permite al zombi que esté dentro sobrevivir a ser devorado vivo por Carnívora.
- Zombi letrina: Es difícil imaginar como un zombi puede atorarse en una letrina, al menos la protección que da es superior a la del ataúd.
- Petazombidito: Un zombidito del 1°juego que usa una bomba como un mono-ciclo, cuando se acerca a las plantas explota.
- Pirata mapa: Es igual al zombi lector, pero en vez de un periódico lleva un mapa y tiene temática pirata.
- Pirata barril: También es un personaje repetido con temática pirata, en este caso es el zombi ataúd usando un barril.
- Bailarín suplente: Pelea mientras baila al ritmo de la música disco, en Operaciones de Jardín será invocado por el Zombi Disco como en el 1°juego.
- Zombi vampiro: Si, es posible que los zombis sean vampiros, cada vez que ataca a una planta recupera salud. También puede ser invocado por el Barón Von Murciélago.
- Zombidito yeti: Funciona igual que el petazombidito, si explota ralentiza a las plantas y puede llegar a congelarlas. También puede ser invocado por el Zombi Yeti.
- Abrigo pardo festivo, Abrigo pardo calabaza, y Abrigo pardo pavo: Son el zombi común con disfraz de árbol de Navidad, una máscara de calabaza, y un pavo en la cabeza respectivamente. No tienen ninguna característica única más allá de la vestimenta.

## Tienda de Pegatinas
Es una tienda virtual del juego que vende diversos sobres de distintos usos y precios, los artículos que salen en estos sobres es aleatorio, estos son:
- Sobre de Refuerzos : En él vienen 5 consumibles para plantas y zombis (plantas de maceta y zombis para invocar), cuesta 1000 monedas y es el más barato y simple de todos. Es de color verde y en el sobre aparece diseñado el Bonk Choi.

- Sobre Supergenial: Es una combinación de 7 artículos de personalización (cascos, crecimientos orgánicos, aspecto de armas, etc.) y consumibles para plantas y zombis, cuesta 5000 monedas. Es de color rojo y en el aparece diseñado un Soldado Zombi con un casco de personalización.

- Sobre Loco: En él vienen una combinación de 7 artículos de personalización, consumibles, mejoras de personaje y piezas de personaje, cuesta 10000 monedas. Es de color azul y en él aparece diseñado un Guisante De Hielo.

- Sobre Supremium: Es uno de los sobres más comprados por los jugadores, en él vienen una combinación de 9 artículos de personalización, mejoras de personaje, piezas de personaje, consumibles y Estrellas De Omitir Reto (estas últimas no son garantizadas, pero al completar los personajes y sus respectivas mejoras pueden aparecer varias), pero está algo caro porque cuesta 20000 monedas, es de color negro con dorado y en él aparece diseñado el Zombi Disco con sus bailarines suplentes.

- Sobre plantincreíble: Es una combinación de 9 artículos de personalización, consumibles, piezas de personajes y mejoras de personajes, en este sobre solo vienen artículos para las plantas. Cuesta 20000 monedas, es de color negro con dorado y aparece en la portada del sobre Dave el loco.

- Sobre del Doctor Zombi Vengativo: En él vienen 9 artículos exclusivos para los zombis, en este salen artículos de personalización, consumibles, piezas de personajes y mejoras de personajes, al igual que con el sobre plantincreíble, este también cuesta 20000, es de color negro con dorado y en él esta el Dr.Zombie en la portada del sobre.

- Sobre de personajes espectaculares: Este sobre te garantiza el desbloqueo de las piezas de un personaje completo (o sea 5 partes), es el sobre más caro de todos ya que este cuesta 40000 monedas y en el aparece la sombra de un girasol y es de color negro y medio azul fuerte y en la portada del sobre. Cuando se hayan obtenido todos los personajes del juego, este sobre desaparecerá del juego ya que no se lo volverá a necesitar jamás.

- Sobre de Zomboss Down: En él viene una combinación de 7 artículos de personalización, consumibles y piezas de personaje del DLC Zomboss Down, cuesta 20000 monedas y en la portada del sobre aparece la Tropa Aérea y es de color negro con plata

- Sobre de The Legends Of The Lawn: Es un sobre con una combinación de 7 artículos de personalización, consumibles y piezas de personaje del DLC The Legends Of The Lawn, cuesta 30000 monedas, en su portada aparece el Cactus Jade y es de color verde fuerte.

- Sobre con Brillo increíble: En este sobre viene una combinación de 5 artículos de personalización de lujo(de oro, de plata, entre otros), estos artículos son exclusivos de este sobre y al comprarlos se aumenta la posibilidad de obtención de Estrellas de Omitir Reto en todos los sobres que cuesten 20000 monedas, este sobre cuesta 30000 y en su portada esta un científico con un casco de oro y además es de color amarillo, negro y plata.

## Méritos En Partidas
Después de cada ronda en algún modo en línea, los jugadores deberán esperar 1 minuto para que empiece la siguiente, mientras lo hacen, pueden comprar pegatinas, ver sus estadísticas de jugadores derrotados, veces K.O, aliados revividos, etc. y también pueden visualizar los nombres de todos los jugadores puestos en 2 tablas (de plantas y de zombis), solo algunos jugadores podrán tener una insignia de mérito, las cuales son:
- Maestro de la Derrota: Se le otorga al jugador que venció a más rivales durante la partida, esta tiene un cráneo morado como representación, pero no es un mérito fácil de obtener por lo ya mencionado anteriormente, para este "hazaña" también valen los jugadores derrotados con alguna habilidad, no cuentan Zombis y Plantas que sean bots (personajes manejados por el juego).

- Maestro de la Racha: Será recibida por el jugador que haya tenido la racha más alta de la partida (derrotar a varios jugadores sin ser vencido por algún enemigo), la racha se acabará cuando el jugador sea vencido por otro del bando opuesto (aun así lo revivan)  o decida reaparecer, es la medalla más difícil de conseguir según muchos seguidores del juego. La insignia del maestro de la racha está representada por una mirilla de francotirador de color azul.

- Maestro de la Curación: Se le otorga al jugador que haya sido el que más curó a sus aliados durante el transcurso de toda la partida, es la insignia más fácil de obtener según varios fanes del juego, no solo el Girasol o el Científico pueden curar, sino también los otros personajes, pero para poder hacerlo deben usar Flores Curativas (plantas) o Zombis Curativos (zombis), aunque estos últimos solo se pueden ocupar en Operaciones De Jardín, Bandidos de Tacos o Jardines y Cementerios. Esta insignia está representada por un corazón naranja.

- Maestro del Revivir: Para conseguirla se debe ser el jugador que más revivió a sus aliados durante la ronda de juego, el Girasol y el Científico son los personajes idóneos para este trabajo, pues son los personajes que más rápido pueden revivir a sus aliados en sus respectivos equipos. Este mérito está representado por una cruz roja.

- Maestro de las Asistencias: Se le otorgara al jugador que haya obtenido más asistencias (ayudar a los aliados a vencer a los enemigos, sin darles el golpe final, el cual indicará que lo derrotaste) dentro de la ronda, está representada por una estrella de cinco puntas de color verde limón.

- Maestro del Primer Golpe: Para conseguirla, se debe ser el jugador que fuese el primero en vencer a otro jugador rival, es una de las insignias más difíciles de obtener, y al hacerlo se le dará 250 monedas al jugador, este mérito está representado por un rayo rojo.

## Mapas

### Mapas Pequeños
- Vivero: Es una pequeña calle rodeada de casas y callejones, en el centro del mapa se encuentra un vivero(o también llamado invernadero) que es lo más característico del mapa, de ahí su nombre.
- Ciudad Mordisco: Es un lugar lleno de establecimientos comerciales, anuncios y carreteras, justo en el centro del mapa se encuentra una estatua de Dave montado en una Planta Carnívora.
- Orillas Sharkbite: Es la zona de playa de Suburbia y el mapa más grande de esta categoría. A sus límites hay una gran bahía y en el centro hay varias casas de madera y algunos establecimientos de comercio.
- Terreno Del Dr. Zombi: Como su nombre lo indica, esta zona es propiedad del líder de los zombis, casi en el centro del área se encuentra una mansión y muchos árboles podados con forma de zombis frente a él, a las espaldas de dicho inmueble hay una zona llena de árboles oscuros y un jardín de calabazas a la izquierda de la propiedad. Este mapa oculta un easteregg:Slenderman
- Pisos de las Afueras: Es una zona urbana con pasto, casas de ladrillo y rodantes y una carretera que cruza el mapa. Debido a que hay tantos techos en que posicionarse es común ver jugadores "campeando"(quedarse en una sola posición y atacar).
- Jewel Junction: Es una zona llena de arena y construcciones de madera, en el centro del mapa hay una mina y debajo de ella hay una pequeña área con gemas de colores, justo en el centro del mapa hay una vía de tren en la que pasara dicho medio de transporte, cada cierto tiempo sonara un silbato segundos antes de su llegada, por lo que si un jugador es alcanzado será eliminado pero si se juega Operaciones de Jardín en este mapa no aparecerá el tren
- Puerto Scallywag: Lo más característico del mapa es su gran barco pirata inmóvil de color rojo que está en el centro del mapa. En un extremo de dicho barco hay una zona con varias casas de madera y suelo de concreto, mientras que en la otra llena de tierra con algunos inmuebles y una pequeña fuente.
- Crash Course: Al igual que las demás zonas, esta también esta urbanizada y una carretera larga la recorre. En la zona en la que hay un campo de golf esta la nave del Doctor Zomboss estrellada, de ahí el nombre del mapa.

### Mapas Grandes
(Exclusivos De Jardines Y Cementerios)
- Calle Principal: Es una larga calle con varias casas, establecimientos y anuncios. Los jardines más difíciles de capturar según los aficionados son el segundo, tercero y cuarto. El objetivo final de los zombis consiste en colocar 4 explosivos Z4 para evitar que el Pepino Táctico despegue y caiga en el Terreno Del Dr.Zombie.
- Cañón Cactus: Los zombis hicieron un aterrizaje forzoso en el Cañón Cactus con el objetivo de destruir la base secreta de las plantas que está oculta en un campo de Golf. La zona al empezar esta llena de arena y rocas pero a partir del segundo jardín en adelante hay varias casas y algunas carreteras que la cruzan. Solo hay un jardín que es muy difícil de conquistar, el tercero. El objetivo final de los zombis consiste en arrastrar una bola grande explosiva de golf con ruedas hasta el hoyo final.
- Colinas Cáscara-rabias: El mapa empieza con un cementerio, pasa por una larga zona con casas y carreteras y concluyendo en la gran mansión de Dave. Los zombis planean conquistarla, y si eso lograse pasar, Dave tendrá que vivir en las calles. El objetivo final de los zombis es colarse 5 veces(jugadores del equipo, porque no habrá apoyo de bots en ese momento), la distorsión de energía del científico es idónea para la misión. Todos los jardines son fáciles de capturar en este mapa.
- Orillas Driftwood: La Megaflor es la guardiana de la costa y los zombis planean destruirla para iniciar la invasión de Suburbia, es el mapa de playa de Jardines Y Cementerios y esta lleno de casas de madera y establecimientos comerciales. El objetivo final de los zombis consistirá en lanzarse con unos cañones para dirigirse a la isla donde esta el faro donde esta la Megaflor y destruirla. Según los aficionados el jardín más difícil de capturar es el cuarto y uno de los mejores mapas del juego.

ACLARACIONES
- Solo Jewel Junction, Crash Course y los mapas de Jardines Y Cementerios son los que tienen variación nocturna.
- Los mapas de Jardines Y Cementerios son 7 veces más grandes que los demás.
- El mapa Cañón Cactus solo tiene 5 objetivos para capturar o defender y no 7 o 6 como los otros de este modo.

## Contenido Descargable
El título contó con algunas actualizaciones(o también llamados DLC) que a diferencia de otros videojuegos, estas son gratuitas. Entre ellas tenemos:
- Garden Variety: El paquete agregó un nuevo modo de juego, Bomba Gnomo, el mapa Ciudad Mordisco, más de 100 artículos de personalización, habilidades personalizadas para plantas y zombis y nuevos zombis piratas para invocar(o como enemigos en Operaciones De Jardín).
- Zomboss Down: Introdujo un nuevo mapa para Jardines Y Cementerios, Cañón Cactus, 8 nuevos personajes, más artículos de personalización y se aumentó el nivel máximo posible de los personajes.
- Tactical Taco Party: Incluyó un nuevo mapa, Jewel Junction, el modo Derrota Confirmada, 2 nuevos personajes patrocinados por Aquafina, el modo mezclado, 5 reducciones y 4 aumentos de personajes(o también llamados "nerfeos" y "buffeos"), 8 nuevas oleadas de zombis y un nuevo objetivo para Operaciones De Jardín y se corrigió un error el cual provocaba que Faraón Del Sol disparase muy rápido.
- Suburbination Pack: El paquete introdujo un nuevo mapa, Crash Course, un nuevo modo de juego, Suburbination, más artículos de personalización, un nuevo personaje(Guisante Plasma), nuevas oleadas especiales y un nuevo jefe para Operaciones De Jardín.
- Cheetos Pack: La actualización está tematizada con la mascota de Cheetos e introdujo dos nuevos personajes, Carnívora Chester y Doctor Chester, así como también nuevas habilidades "de queso" para las clases de Planta Carnívora y Científico. Empezó como una promoción exclusiva para EE. UU., pero poco tiempo después llegó a todos los jugadores de todas las plataformas.
- The Legends of the Lawn: Trajo consigo 8 nuevos personajes, nuevos artículos y conjuntos (accesorios que unidos forman un disfraz) de personalización, nuevos zombis para invocar y plantas de maceta de apoyo, nuevas oleadas especiales y una misión(la de piratear los "Trianguladores") para el modo Operaciones De Jardín y por último 5 "nerfeos" y 4 "buffeos".

## Modo Jefe
El modo jefe es una clase de juego que puede ser ocupada en ambos bandos por un solo jugador en el equipo para apoyarlo, cabe mencionar que también se puede jugar este modo junto a una tableta que tenga más de 8 pulgadas, pero no hay avistamiento, para usarla se deberá ocupar una aplicación.
Mecánica:
- Mover el cursor del ratón (PC) o el Joystick (PlayStation 4 y Xbox One) que esta a modo de puntero para recoger soles (Dave) o Sesos (Dr. Zomboss).
- Tienes 2.000 puntos de salud, una vez derrotado el jefe no puede volver a ser utilizado por algunos minutos. La derrota del jefe otorgará 250 monedas a todos los integrantes del equipo rival.
- Cada habilidad tiene un determinado costo, una vez usado se deberá esperar cierto tiempo para volver a ocuparlo.

Habilidades:
- Curación: Despliega torretas que dan pequeños corazones que puede curar a los jugadores en batalla, valga a la redundancia.
- Ataque aéreo: La casa rodante voladora (Dave) o el Dirigible Motorizado (Dr. Zomboss) suelta maíces/conos que explotan en una cierta área similar al dron del cactus/ingeniero, es idóneo colocarlo en bases enemigas.
- Auto-Revivir: Manda una torreta que tiene la habilidad de resucitar a una planta o zombi caído en combate, al caer, el jugador tendrá que esperar pocos segundos para que sea revivido, sin embargo la torreta puede ser destruida por algún rival; es la habilidad que más tiempo tarda en recuperarse.
- Avistamiento: Dispara en un lugar una antena con la cual podrás visualizar a cualquier personaje cercano durante algunos segundos. Es perfecta colocarla en los tejados puesto que ahí muchos jugadores rivales pensarán que es una simple antena decorativa de la casa y no le prestarán atención.

Exclusivo:
- Solo se puede usar en Multiplayer(realmente se puede en todos los modos, inclusive en Operaciones de Jardín, pero resulta contraproducente) y solo puede usarlo un jugador, no puede haber más de un jefe en el mismo equipo y al mismo tiempo, pero si un jefe por bando.
- El modo jefe es exclusivo para PC, PlayStation 4 y Xbox One, versiones inferiores como la PlayStation 3 y Xbox 360 no tienen esta modalidad por cuestiones técnicas.

## Desarrollo

El juego está ambientado dentro del universo de su aclamada predecesora entrega, Plants vs. Zombies.

Plants vs. Zombies: Garden Warfare fue presentado por primera ocasión en el evento de la Electronic Entertainment Expo 2013 como parte de la conferencia dada por la compañía propietaria de PopCap Games, Electronic Arts, que había informado con anterioridad el aviso inminente de esta nueva entrega que tuvo lugar días atrás previo a su anuncio. El juego está desarrollado en su totalidad por el motor gráfico de EA, Frostbite 3, que cabe destacar por su gran rendimiento físico capaz de envolver al mismo juego en un ambiente más sólido dentro de éste.
Anteriormente, EA había reportado que saldría para las consolas de Xbox 360 y Xbox One. Pero, también dijo que lo estaría en PC (Microsoft Windows) para el verano de 2014. Su formato de salida fue por el medio físico y descargable en las plataformas de Microsoft, que la misma compañía ha nombrado como su "gran socia", debido a que era "mucho más que una gran parte de la etapa inicial en el desarrollo de las plataformas Xbox, y que fue una forma natural para [ellos] el trabajo de la plataforma".
Aunque, también haya declarado que lo estará para PlayStation 3 y PlayStation 4. Y se lanzó para dichas plataformas el 21 de agosto.

## Lanzamiento
Desde un inicio, el juego estaba previsto lanzarse el 18 y 20 de febrero de 2014 en exclusiva para Microsoft Windows, Xbox 360 y Xbox One. Pero, EA dio a conocer el 6 de enero de 2014 que estaría disponible el 21 y 25 de ese mismo mes para las consolas de Xbox 360 y Xbox One en Europa y América del Norte, respectivamente. Para la versión en digital, la compañía lo pospuso hasta el 27 de febrero del mismo año. Pero, poco después había atrasado su fecha para PC hasta el 26 de junio. Posteriormente para las versiones de PlayStation 3 y PlayStation 4, salió el 21 de agosto.

## Recepción

### Presentación en la E3 2013
Plants vs. Zombies: Garden Warfare fue recibido con críticas altamente positivas por parte de los críticos profesionales así como también del público asistente en general durante su presentación en la E3 2013 obteniendo así mucho aprecio por parte de la presentación. 

### Crítica
Garden Warfare recibió una recepción generalmente positiva. Los críticos consideraron que el juego era un tirador pulido con encanto y humor, y su tono lúdico fue una de sus mayores fortalezas. Algunos críticos consideraron que había convertido con éxito Plants vs. Zombies en una audiencia nueva y más amplia con el cambio de género, y reconoció a PopCap por crear un juego de disparos moderadamente exitoso en su primer intento. Los revisores elogiaron a PopCap por no desarrollar la tonta premisa de la franquicia de plantas que defienden zombis.  Muchos críticos criticaron la pequeña cantidad de mapas y modos multijugador, con Carolyn Petit de GameSpot diciendo que el contenido era escaso incluso para un título de presupuesto. El juego fue elogiado por ser funcional, mecánicamente sólido y preciso, con Gies señalando la herencia que compartía con la serie Battlefield de DICE .
Los críticos tenían una opinión divisiva sobre los modos del juego. Los críticos comentaron que eran pulidos y funcionales, pero en general carecían de innovación y creatividad.  Los PO modo multijugador cooperativo Jardín fue descrito por Hollander Cooper de GamesRadar como un clon de engranajes de la guerra ' modo horda s por Cooper, aunque pensaba que el concepto traducido bien en la franquicia. Petit estuvo de acuerdo, escribiendo que sentía que se parecía a la raíz de la torre de defensa de la serie.  Sin embargo, comentó que el modo era menos emocionante en comparación con los modos competitivos multijugador ya que los jugadores solo luchan contra enemigos controlados por IA. Jon Denton de Eurogamer Consideró a Garden Ops como una introducción a los sistemas del juego y consideró que el modo no era sustancial.  Los dos modos competitivos multijugador también recibieron una opinión generalmente mixta de los críticos. Brian Albert de IGN llamó a los modos "estándar", y Jeff Marchiafava de Game Informer sintió que la mayoría de los modos no estaban inspirados y carecían de originalidad. Sin embargo, los críticos apreciaron el modo Jardines y cementerios para sus etapas finales. Albert sintió que los objetivos de asalto de la etapa final agregaban dificultad. Denton lo aplaudió por ser innovador y su requerimiento de trabajo en equipo y coordinación de jugadores, [55] mientras Cooper destacó su escala masiva como una de sus fortalezas. Ecetia's Mike Wehner estaba decepcionado por el modo Jefe, que no mejoran la experiencia del juego debido a su impacto mínimo.
Cooper elogió la capacidad del jugador para plantar plantas en macetas y la asimetría de las clases de juego, aunque él y Wehner notaron que había algunos problemas de equilibrio con algunas clases con poca potencia. Albert no estuvo de acuerdo, y agregó que ninguna de las clases tenía ventajas de juego particulares. Los paquetes de calcomanías fueron elogiados por introducir la imprevisibilidad en la mecánica de actualización del juego y algunos críticos consideraron que la adquisición de diferentes opciones de personalización podría retener efectivamente a los jugadores. aunque a algunos críticos no les gustó su aleatoriedad, diciendo que era frustrante ya que las actualizaciones no son específicas de la clase, lo que significa que era necesaria la molienda para adquirir las actualizaciones deseadas. Marchiafava sintió que la aleatoriedad de los paquetes de pegatinas dañó fundamentalmente el juego. Marchiafava también criticó los desafíos, ya que sentía que eran difíciles de completar, lo que hacía que la progresión fuera muy lenta. El diseño del personaje fue alabado. Albert creía que provocaban "tonterías agradables", y Wehner escribió que los personajes podrían "provocar una risita". [60]